# Pawlikówka (Ukraina)
Pawlikówka (ukr. Павликівка) – wieś na Ukrainie, w  obwodzie iwanofrankiwskim, w rejonie kałuskim.

## Historia
Pawlikówka to dawniej samodzielna wieś. W II Rzeczypospolitej od 1 kwietnia 1927 stanowiła gminę jednostkową Pawlikówka w powiecie nadwórniańskim w województwie stanisławowskim. 1 sierpnia 1934 r. w ramach reformy na podstawie ustawy scaleniowej weszła w skład nowej zbiorowej gminy Wojniłów, gdzie we wrześniu 1934 wraz z miejscowościami Baranówka, Budostaw i Czereszeńki utworzyła gromadę Pawlikówka.
Podczas II wojny światowej w gminie Wojniłów w powiecie stanisławowskim w dystrykcie Galicja, licząc 721 mieszkańców.
Po wojnie włączona w struktury ZSRR
12 czerwca 1951 włączona do Wojniłowa. Obecnie ponownie samodzielna wieś.